# Rodopsin

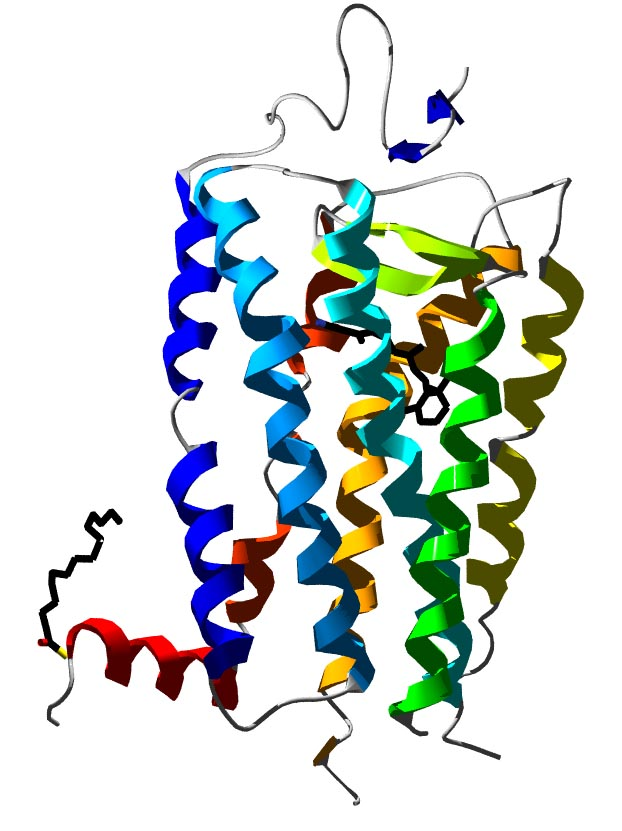
Rodopsin – chemická struktura

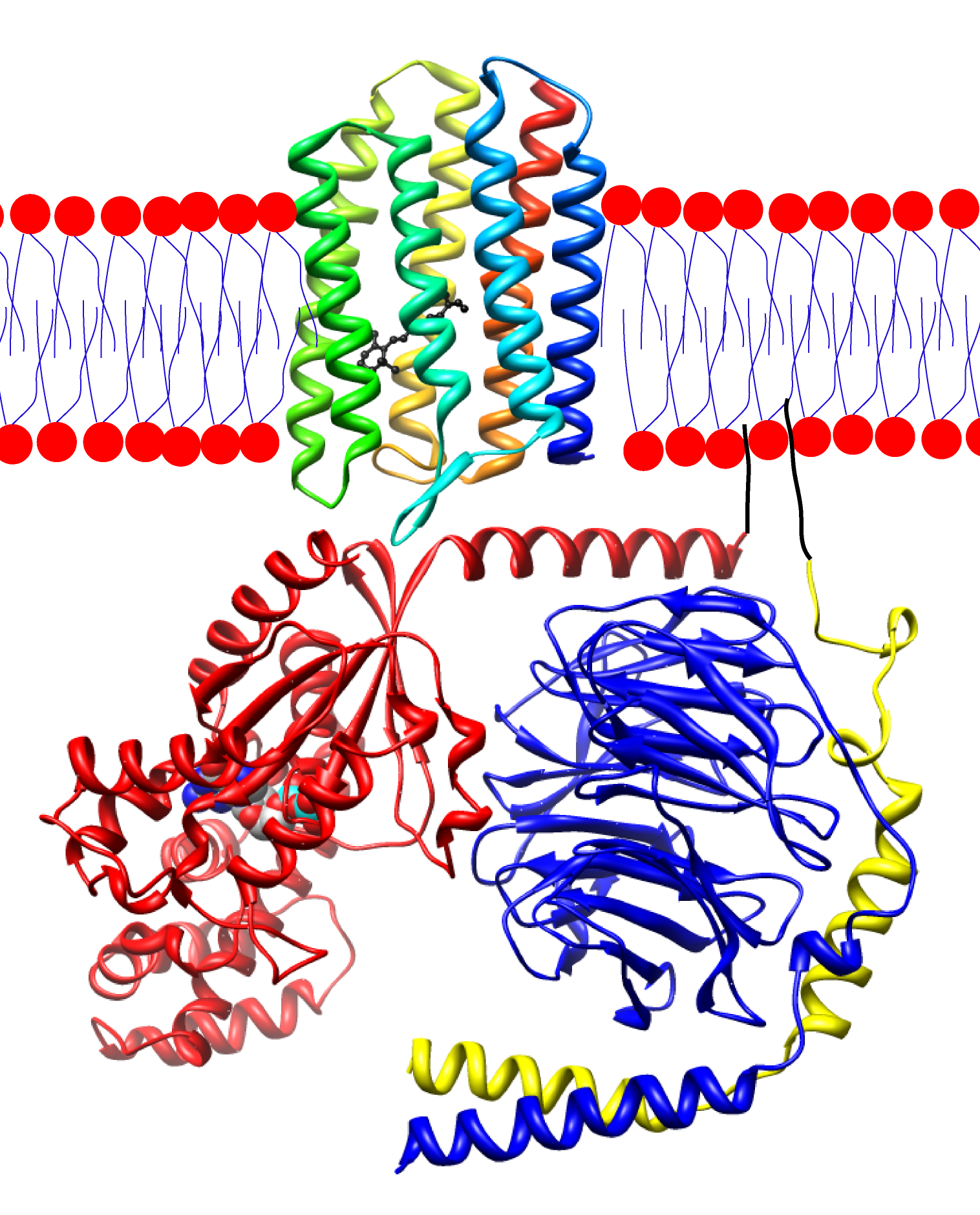
Rodopsin je membránový protein (na obrázku nahoře), pod ním je jeho G-protein transducin

Rodopsin, též rhodopsin, někdy zrakový purpur, oční purpur (z řeckého rhodon „růže“, opsis „zrak“; -in značí sloučeninu) je zrakový pigment citlivý na světlo a nacházející se v tyčinkách sítnice komorového oka obratlovců, hlavonožců a některých členovců. Je to transmembránový protein ze skupiny receptorů spřažených s G-proteinem, obsahující nebílkovinnou složku retinal. Je schopný na základě přicházejícího světla vyvolat v buňce biochemickou dráhu, která směřuje ke vzniku nervových impulsů. Představuje tak základní molekulární princip vidění.

## Funkce
Rodopsin je transmembránový protein složený z proteinové složky opsinu a karotenové složky retinalu. Retinal je schopný cis-trans izomerie. Cis konfigurace retinalu je pevně vázána na lysinový zbytek opsinového proteinu a představuje klidový stav. Retinal je však schopen prudce reagovat na dopadající fotony světla. Když totiž dojde k absorpci světla cis-retinalem, změní se na all-trans izomer a uvolní se do cytoplazmy. Změnou konformace rodopsinu se aktivuje G-protein transducin. Ten aktivuje cGMP fosfodiesterázu, která rozkládá cGMP na otevřený GMP. Když však v tyčinkách není cGMP, dojde k uzavření sodíkových iontových kanálů, a tak dochází k hyperpolarizaci membrány. To inhibuje synapse na tyčinkových buňkách a vede to k zastavení produkce jistých neurotransmiterů. Jejich nedostatek způsobí depolarizaci membrány nervových buněk v sítnici a vznik akčního potenciálu v očním nervu. Následně dojde k dodání této informace do mozku.
Poté (bez přidávání energie fotonem) probíhá zpětná reakce vzniku rodopsinu: all-trans retinal se mění za pomoci retinal izomerázy na 11-cis retinal, který se váže se skotopsinem a vzniká opět rodopsin. Zpětná syntéza na rodopsin je zapříčiněna nedostatkem světla (přechod ze světla do tmy).

## Vitamín A
Zpětná přeměna all-trans retinalu na 11-cis retinal probíhá lépe za přítomnosti vitamínu A1 (retinol). Vitamín A1 se také syntetizuje z retinalu (= aldehyd vitamínu A1), který vzniká při rozpadu rodopsinu. Při nedostatku vitamínu A1 se špatně zpětně produkuje rodopsin, což se může projevit šeroslepostí (hemeralopie). Z toho vyplývá, že staré moudro našich babiček „Jez mrkvičku, abys dobře viděl,“ má pravdivý základ.

## Výskyt
Rodopsin se vyskytuje v tyčinkových buňkách všech obratlovců a některých bezobratlých (hlavonožců a některých členovců).
U člověka je obsažen v membráně disků, kterých je v tyčince až 2000; v tyčince je asi 100 milionů molekul rodopsinu. Rodopsin absorbuje světlo v celé oblasti viditelného světla s maximem okolo 505 nm.
Kanálové rodopsiny vyskytující se u zelených řas se liší svým účelem – fungují jako světlem řízené transmembránové kationtové kanály regulující např. vnitrobuněčnou kyselost.
Příbuzné látky se vyskytují i u prokaryot, často s odlišnou funkcí: bakteriorodopsin, proteorodopsin a xanthorodopsin jsou transmembránovými protonovými pumpami zajišťujícími fototrofii, halorodopsin je světlem aktivovanou transmembránovou chloridovou pumpou (u archeí skupiny Halobacteria), senzorické rodopsiny řídí fototaxi (pohyb směrem od zdroje nebo ke zdroji světla) a jejich funkce je tak nejbližší funkci rodopsinu živočichů, xenorodopsin slouží pravděpodobně jako ochranný pigment.

## Objevitel rodopsinu
Rodopsin objevil a popsal německý anatom Heinrich Müller v roce 1851.